# لزلی ون هوتن
لزلی ون هوتن (انگلیسی: Leslie Van Houten) (متولد ۲۳ اوت ۱۹۴۹) عضو سابق خانواده چارلز منسن بود که برای قتل لنو لابیانکا و همسرش رزماری به حبس ابد محکوم شد و در سال ۱۹۷۱ حکم خود را دریافت کرد. در اوت ۱۹۶۹ هوتن به همراه سایر همدستان خود، هفت نفر از جمله شارون تیت همسر رومان پولانسکی را به قتل رساندند. هوتن در میان قاتلین از همه سن کمتری (۱۹ سال) داشت و چندین بار با  آزادیش مخالفت شد. وی دوران حبس خود را به مدت ۵۳ سال در زندان ایالتی گذراند.
ون هتن پس از ۵ بار تقاضای آزادی مشروط ناموفق در سال ۲۰۲۳ به صورت مشروط از زندان آزاد شد.